# Tarrafal (Santiago)
Pour les articles homonymes, voir Tarrafal.
Tarrafal est une localité du Cap-Vert située au nord de l'île de Santiago , près du village de Assomada. Siège de la municipalité (concelho) de Tarrafal, c'est une « ville » (cidade) – un statut spécifique conféré automatiquement à tous les sièges de municipalités depuis 2010.
À 2 km au Sud, près du village de Chão Bom, se trouve le terrible camp de Tarrafal, ouvert en 1937 et fermé en 1974 à la suite de la révolution des Œillets.

## Population
Lors des recensements de 2000 et 2010, le nombre d'habitants était respectivement de 5 785 et 6 182. En 2012 il est estimé à 6 272.

## Transports
Tarrafal est traversée par la route EN1-ST01 et par la route EN1-ST02 .

## Personnalités nées à Tarrafal
- José Luís Tavares (1967-), poète.
- Élisabeth Moreno (1970-), dirigeante d'entreprise et femme politique.
- Janício de Jesus Gomes Martins (1979-), footballeur.
- Ronisia (1999-), chanteuse.

## Jumelages
- Amadora (Portugal)